# Aimee Osbourne
Aimée Rachel Osbourne (Londres, 2 de septiembre de 1983) es una actriz y cantante británica, hija mayor de Ozzy y Sharon Osbourne. Mientras sus hermanos Jack y Kelly lograron reconocimiento mediático por aparecer en la serie de telerrealidad The Osbournes del canal MTV, Aimée se negó a aparecer en el programa, pues no quería ser encasillada y que ello afectara su carrera musical. Con su agrupación ARO ha publicado hasta la fecha algunos sencillos y ha aparecido en largometrajes y series de televisión.

## Primeros años
Aimée Osbourne nació en Londres, Inglaterra en septiembre de 1983, hija del cantante de heavy metal Ozzy Osbourne (reconocido por su paso por la banda británica Black Sabbath y por su prolífica carrera en solitario) y de la representante y personalidad mediática Sharon Osbourne. Su abuelo materno fue el agente y empresario Don Arden, fundador de la compañía discográfica Jet Records.

## Carrera

### Cine y televisión
En 1991 apareció en algunos vídeos y documentales relacionados con la carrera musical de su padre y siete años después registró una aparición en el popular programa de entrevistas The Howard Stern Show. Sin embargo, no alcanzó el éxito como actriz en producciones destacadas hasta que fue contratada para la adaptación de 2003 de Wuthering Heights de MTV. Más tarde proporcionó trabajo de voz en off en la película animada Postman Pat de 2014.

### Música
A mediados de la década de 2010, Osbourne formó la banda ARO (iniciales de Aimée Rachel Osbourne). ARO, en contraste con el heavy metal de su padre, ha sido descrito como synth pop, con influencias de Kate Bush, Portishead, PJ Harvey y Massive Attack. El vídeo de uno de sus primeros sencillos, "Raining Gold", recibió 2 millones de visitas en la plataforma YouTube en solo dos meses.
ARO ha realizado tres espectáculos en vivo: en el Union Pool de Brooklyn el 1 de abril de 2015, en el Mercury Lounge de Nueva York el 2 de abril de 2015 y en The Echo de Los Ángeles el 9 de febrero de 2016. Después de publicar tres canciones ("Raining Gold", "I Can Change" y "Cocaine Style"), las actualizaciones del proyecto empezaron a ser poco frecuentes. El 17 de octubre de 2018 anunció en su página oficial de Instagram que estaba preparando un EP en agradecimiento a los fanáticos por su paciencia. ARO presentó nuevo material en Instagram el 5 de diciembre del mismo año con un fragmento de una canción llamada "Beats of My Heart", seguida de un largo silencio en los medios.
El 13 de febrero de 2020 ARO publicó su primera actualización en más de un año, afirmando: "Muchas gracias a todos por su interés. No falta mucho para terminar". El post también reveló que el álbum debut será lanzado por el sello discográfico indie Makerecords. El 24 de julio de 2020 la banda lanzó su primer sencillo en cuatro años, titulado "Shared Something With the Night". Osbourne reveló que el título del próximo LP de ARO será Vacare Adamaré y que planean lanzarlo en capítulos, construidos alrededor de videos para cada canción. Hablando de las próximas presentaciones en vivo, la cantante declaró: "Quiero que el show en vivo se sienta como si estuvieras en el paseo de la mansión embrujada en Disneylandia, con un poco de Studio 54, un toque de vodevil y mucho de Blade Runner. Será fantasmal y poético con algunas luces de neón e hipnóticas luces de láser para cautivar los sentidos".

## Miembros de ARO
- Aimée Osbourne - voz (2015-presente)
- Billy Mohler - guitarra, bajo (2015-presente)
- Rene Arsenault - teclados, programación (20??-presente)
- Brendan Buckey - batería (20??-presente)

## Discografía

### ARO
Estudio
- Vacare Adamaré (en producción)

Sencillos
- "Raining Gold" (2015)
- "I Can Change" (2016)
- "Cocaine Style" (2016)
- "Shared Something With the Night" (2020)

## Filmografía
- The Joan Rivers Show (1991) - Ella misma (Episodio: Rock & Roll Dads)
- Ozzy Osbourne: Don't Blame Me (1991) - Ella misma
- Behind the Music (1998) - Ella misma (Episodio: Ozzy Osbourne)
- The Howard Stern Show (1998) - Ella misma (2 episodios)
- Intimate Portrait (2002) - Ella misma (Episodio: Sharon Osbourne)
- The Osbournes (2002-03) - Ella misma (9 apariciones no acreditadas)
- Wuthering Heights (2003) - Raquelle
- Biography (2007) - Ella misma (Episodio: Ozzy Osbourne)
- God Bless Ozzy Osbourne (2011) - Ella misma
- Postman Pat: The Movie (2014) - Amy Wrigglesworth